# يوزيف بيلاش (سياسي)
يوزيف بيلاش هو قانوني واقتصادي وسياسي مجري، ولد في 1 أكتوبر 1965 في ديونديوش ‏ في المجر. نشط حزبياً في فيدس – الاتحاد المدني المجري. وقد انتخب mayor of a place in Hungary ‏ Nagyréde ‏ (25 مارس 1991 – 12 أكتوبر 2014) وفي الانتخابات البرلمانية المجرية 2010 ‏، انتخب عضو الجمعية الوطنية المجرية ‏ عن دائرة Heves County 3rd constituency ‏ وقد انضم خلال فترته النيابية ‏ (14 مايو 2010 – 5 مايو 2014) للكتلة البرلمانية فيدس – الاتحاد المدني المجري.